# South Kilworth
South Kilworth è un villaggio e parrocchia civile dell'Inghilterra, appartenente alla contea del Leicestershire.